# Jászfelsőszentgyörgyi földvár
A földvár Jászfelsőszentgyörgy település határában, a Zagyva mellett található. Gyulyás András Zoltán a Jász Múzeum régésze 2021 áprilisában ismertette a nagyobb közösséggel a vár létezését. Az Árpád-kori erődítményt a tatárjárás után építhették a közelben található - és a török időkben elnéptelenedő - Kerekudvar település védelmére. A feltárást még csak tervezik, így az ismeretek hiányosak, a 
feltételezések szerint sánc-cölöp-föld kombinációból épülhetett, középen egy toronnyal melyet körben egy védvonal védett.